# John Vane
Pour les articles homonymes, voir John Vane (homonymie) et Vane (homonymie).
Sir John Vane, né le 29 mars 1927 à Tardebigge et mort le 19 novembre 2004 à Farnborough, est un médecin et pharmacologue britannique, lauréat du prix Nobel de médecine 1982.

## Biographie
John Robert Vane est né à Tardebigge dans le Worcestershire. Son père était le fils d'immigrants de Russie, sa mère venait d'une famille de cultivateurs locaux. Il fit ses études à la King Edward's School à Edgbaston, Birmingham, et étudia la chimie à l'Université de Birmingham en 1944. Il y fut déçu par le manque d'expérimentations, et c'est à l'Université d'Oxford que Vane présenta sa thèse de doctorat en pharmacologie en 1953. Il occupa un poste à l'Institute of Basic Medical Sciences de l'université de Londres pendant 18 ans. En 1973, Vane quitta le monde académique et prit la direction des recherches de la Wellcome Foundation. Douze ans plus tard, toutefois, il revint à la vie universitaire au William Harvey Research Institute de la St. Bartholmew's Hospital Medical School.
Il reçoit le prix Lasker en 1977 et la Royal Medal en 1989. Il est fait chevalier le 31 décembre 1983.
John Vane est mort le 19 novembre 2004 à Farnborough. Il était marié et avait deux filles.

## Prix Nobel
A l'Institute of Basic Medical Sciences, John Vane développa certaines techniques d'études biologiques qui conduire à d'importantes découvertes scientifiques. En 1982, il remporta le prix Nobel de physiologie ou médecine, avec Sune Bergström et Bengt Samuelsson, pour ses travaux sur l'aspirine. Il découvrit son mode d'action, par inhibition de la biosynthèse de la prostaglandine, et l'enzyme de conversion de l'angiotensine.